# El Diablo (chanson)
Pour les articles homonymes, voir El Diablo et Diablo.
Chansons représentant Chypre au Concours Eurovision de la chanson
Running
(2020) Ela
(2022)
Singles de Élena Tsagkrinoú
Amore
(2020)
Clip vidéo
[vidéo] « El Diablo », sur YouTube
El Diablo (« Le diable ») est une chanson de la chanteuse grecque Élena Tsagkrinoú, sortie dans sa version actuelle le 24 février 2021. Cette chanson représente Chypre lors du Concours Eurovision de la chanson 2021 qui à lieu à Rotterdam, aux Pays-Bas.

## Concours Eurovision de la chanson 2021

### Sélection interne
Le diffuseur national chypriote RIK annonce le 25 novembre 2020 qu'Élena sera la représentante de Chypre pour l'édition 2021 du concours avec la chanson El Diablo,.

### À l'Eurovision
La chanson est interprétée en deuxième partie lors de la première demi-finale, le 18 mai 2021, étant donné que la répartition des pays participants aux demi-finales reste la même que celle décidée en 2020. Après sa qualification, la chanson est de nouveau interprétée lors de la finale du 22 mai à l'issue de laquelle elle termine à la 16e place avec 94 points.